# نيكيتا مازبين
نيكيتا مازبين (مواليد 2 مارس 1999) هو سائق سيارات روسي يشارك في مسابقة فورمولا 1 مع فريق هاس إف 1.

## روابط خارجية
- نيكيتا مازبين على موقع Racing-Reference.info (الإنجليزية)
- نيكيتا مازبين على موقع DriverDB.com (الإنجليزية)
- نيكيتا مازبين على موقع AS.com (الإسبانية)